# Prudence Woodford-Berger
Prudence Ann Woodford-Berger, ursprungligen Woodford, folkbokförd Woodford Berger, född 19 augusti 1946 i Chicago, Illinois, USA, är en svensk socialantropolog.

## Biografi
Prudence Woodford-Berger tjänstgjorde som forskare och lärare vid Institutionen för socialantropologi vid Stockholms universitet 1972–2002, och därefter som rådgivare med fokus på jämställdhetsfrågor vid Utrikesdepartementets utvecklingspolitiska enhet. Woodford-Berger forskade under det sena 1970-talet och i perioder under 1990-talet om genusordningar i Ghana, och är författare till en rad publikationer utgivna på engelska. Hon har bland annat framträtt i radio. Sedan 2020 är hon ordförande i äldreorganisationen PRO Global.
Woodford-Berger var 1970–1979 gift med jazzmusikern Bengt Berger (född 1942). Bland hennes barn märks dottern Nina Woodford från ett senare förhållande med Sten Sandahl.